# Bakałarzewo (gmina)
Bakałarzewo – gmina wiejska w województwie podlaskim, w powiecie suwalskim. Siedziba władz gminy to Bakałarzewo. W latach 1975–1998 gmina położona była w województwie suwalskim.

## Opis
Gmina Bakałarzewo wyróżnia się bogactwem przyrody. Istnieje tu wiele jezior: Głębokie, Grabeńszczyzna, Karasiewek, Okrągłe, Sumowo, Siekierowo, Skazdubek. Ponadto 3 jeziora przylegają do niej bezpośrednio: Bolesty, Gatne i Garbaś. Przepływa tu rzeka Rospuda oraz kilka mniejszych cieków. Cechą charakterystyczną jest pagórkowaty krajobraz.
Atrakcje turystyczne: tzw. bunkry w Bakałarzewie; 400-letni ołtarz w kościele bakałarzewskim; pomniki: Bakałarza i Obrońców Bakałarzewa z 1939 r.; Ścieżki w Bakałarzewie: Jaćwieską (z Mostkiem Zakochanych), Patriotyczną i Żydowską; cmentarze z I wojny światowej w Marynie, Płocicznie, Wólce, Zajączkowie; grodzisko jaćwieskie w Malinówce; grobu jaćwieskie nad jeziorem Garbaś; cmentarz i miejsce po molennie starowierów w Aleksandrowie; cmentarz ewangelicki w Starej Chmielówce, stary młyn w Bakałarzewie, cmentarz żydowski w Bakałarzewie
Funkcjonują tu osiedla turystyczne m.in. w: Bakałarzewie, Karasiewie, Kotowinie, Matłaku, Nowej Wsi, Sadłowinie. Można skorzystać tu z saun, gospodarstw agroturystycznych, pól namiotowych. Latem 2014 r. gmina obchodziła 500-lecie Bakałarzewa.

## Struktura powierzchni
Według danych z roku 2005 gmina Bakałarzewo ma obszar 123,01 km², w tym:
- użytki rolne: 75%
- użytki leśne: 14%

Gmina stanowi 9,41% powierzchni powiatu.

## Demografia

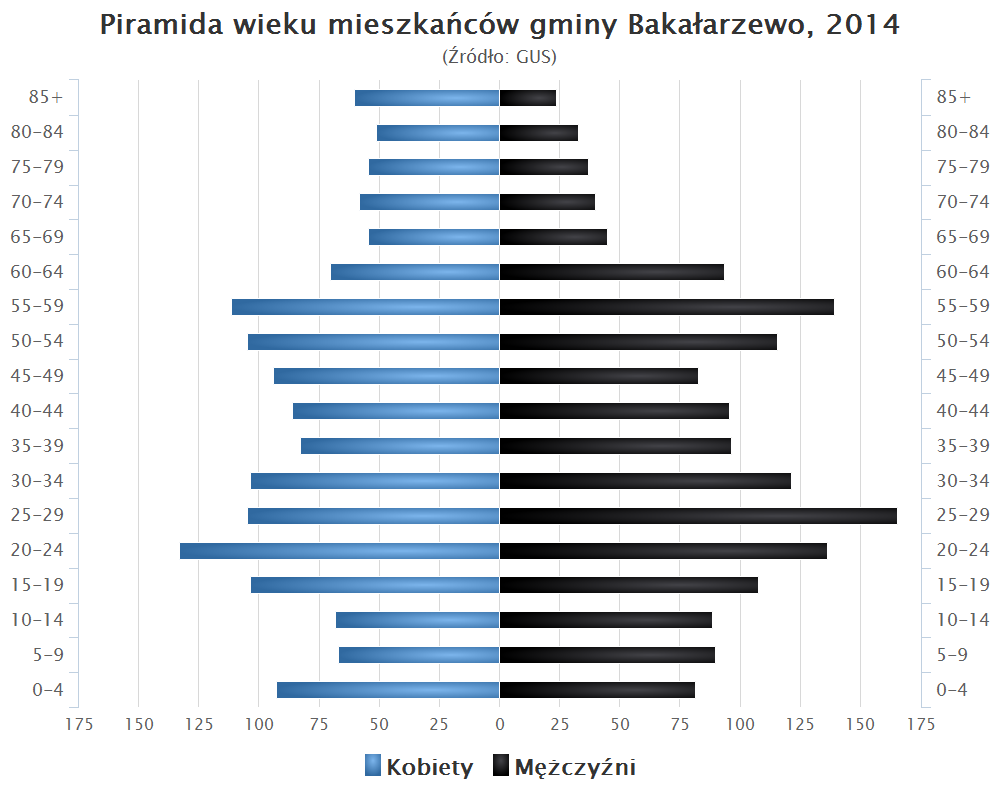
Piramida wieku mieszkańców gminy Bakałarzewo w 2014 roku

Dane z 01 grudnia 2015:
| Opis                              | Ogółem | Ogółem | Kobiety | Kobiety | Mężczyźni | Mężczyźni |
| --------------------------------- | ------ | ------ | ------- | ------- | --------- | --------- |
| Jednostka                         | osób   | %      | osób    | %       | osób      | %         |
| Populacja                         | 3247   | 100    | 1584    | 48,78   | 1663      | 51,22     |
| Gęstość zaludnienia [mieszk./km²] | 26,4   | 26,4   | 12,88   | 12,88   | 13,52     | 13,52     |

## Sołectwa
Aleksandrowo, Bakałarzewo, Gębalówka, Góra, Kamionka Poprzeczna, Karasiewo, Klonowa Góra, Konopki, Kotowina, Malinówka, Maryna, Matłak, Nieszki, Nowa Kamionka, Nowa Wieś, Nowy Dwór, Nowy Skazdub, Orłowo, Płociczno, Podwólczanka, Sadłowina, Słupie, Sokołowo, Stara Chmielówka, Stara Kamionka, Stary Skazdub, Suchorzec, Wólka, Wólka-Folwark, Zajączkowo, Zajączkowo-Folwark, Zdręby
Miejscowością podstawową bez statusu sołectwa jest osada Podgórze.

## Sąsiednie gminy
Filipów, Olecko, Raczki, Suwałki, Wieliczki